# آلفرد روئگ
آلفرد روئگ (انگلیسی: Alfred Rüegg; ۷ مهٔ ۱۹۳۴ – ۲۶ آوریل ۲۰۱۰) دوچرخه‌سوار اهل سوئیس بود.